# Johann Ludwig zu Sayn-Wittgenstein-Hohenstein

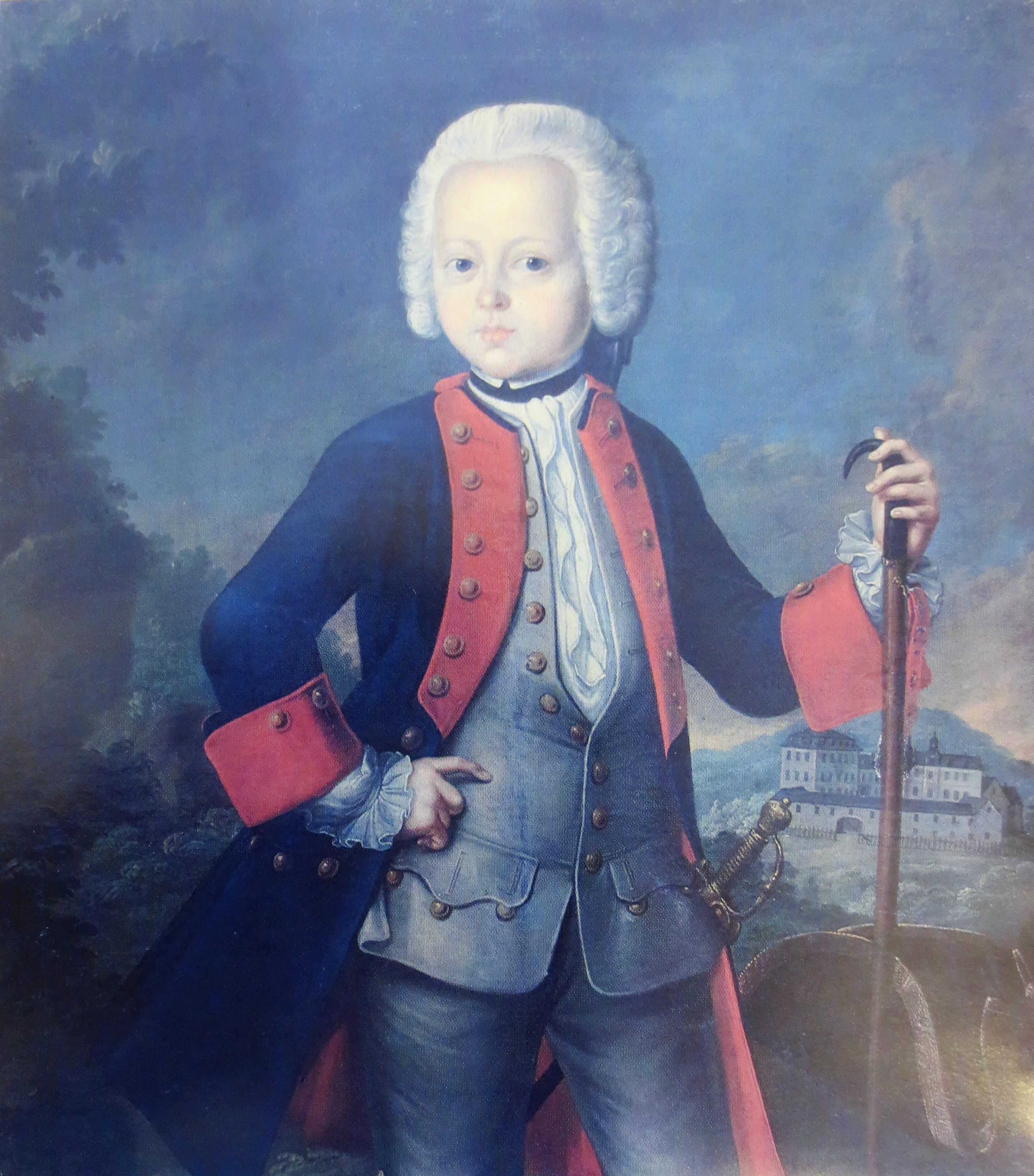
Johann Ludwig zu Sayn-Wittgenstein-Hohenstein; Maler : Johann Nicolaus Reuling, 1747

Johann Ludwig zu Sayn-Wittgenstein-Hohenstein (* 3. August 1740 auf Schloss Wittgenstein; † 27. März 1796 ebenda) war ein deutscher Graf aus dem Hause Sayn-Wittgenstein-Hohenstein.

## Leben

### Herkunft
Johann Ludwig wurde am 3. August 1740 als ältester Sohn von Friedrich Graf zu Sayn-Wittgenstein-Hohenstein (1708–1756) und seiner ersten Frau, Prinzessin Auguste Albertine Amalie von Nassau-Siegen (1712–1742) geboren. Seine Mutter war die Tochter des Fürsten Friedrich Wilhelm Adolf zu Nassau-Siegen und der Prinzessin Amalie Louise von Kurland. Johann Ludwig hatte noch eine ältere Schwester: Louise Friederike Karoline (* 3. März 1739; † 4. Mai 1788). Sein Halbbruder Karl Theodor Wilhelm (* 27. April 1744 Schloss Wittgenstein; † 3. November 1817 Stuttgart) stammt aus der zweiten Heirat seines Vaters, der am 12. Juni 1743 die jüngere Schwester seiner verstorbenen Frau, Elisabeth Hedwig (1719–1789) heiratete.

### Wirken
Als Johann Ludwigs Vater starb, war er erst fünfzehn Jahre alt und nicht regierungsfähig. An seiner Stelle fungierte zunächst Fürst Karl August Friedrich von Waldeck als Regent der Grafschaft Wittgenstein. Johann Ludwig nahm im Mai 1756 zusammen mit seinem Bruder Karl Theodor ein Studium an der Universität Marburg auf. Während seiner Regentschaft fanden umfangreiche Baumaßnahmen statt, z. B. der Umbau des Schlosses Wittgenstein, der Neubau der Pfarrhäuser in Fischelbach und Weidenhausen sowie die spektakuläre Umsetzung  eines herrschaftlichen Gebäudes: Graf Johann Ludwig ließ im Jahr 1787 das von seinem Vater erst 34 Jahre zuvor gebaute Herrenhaus in Ludwigseck wieder abreißen und nutzte zumindest das Fachwerk für den Bau des neuen Herrenhauses im 25 km entfernten Schwarzenau. Er soll ein geschickter Handwerker gewesen sein und sich als Zimmermann an den Bauten beteiligt haben. „Er trug und hob für zwei“, so schrieb der Biograf Friedrich Wilhelm Goebel im 19. Jahrhundert über ihn. In seine Regierungszeit fiel auch der Verkauf der Burg Vallendar an das Erzstift Trier für 100.000 Rheinische Gulden.

### Familie
Johann Ludwig heiratete am 21. März 1761 seine erste Frau, Friederike Louise Charlotte (* 9. Juni 1738), Tochter des Grafen Christian Wilhelm Karl von Pückler-Limpurg und der Karoline Christiane (geb. Gräfin von Löwenstein-Wertheim-Virneburg), mit der er insgesamt neun Kinder hatte:
- Hedwig Christine Louise (1762–1828)
- Auguste Friederike Karoline (1763–1800)
- Karoline (1764–1833)
- Friedrich Karl (1766–1837), (ab 20. Juni 1801 Reichsfürst)
- Friederike Wilhelmine (1767–1849)
- Luise (1768–1828)
- Sophie Karoline (1769–1818)
- Wilhelm Ludwig Georg (1770–1851), (Preußischer Staatsmann, wurde am 6. Juni 1804 Reichsfürst).

Das neunte Kind, eine Tochter war nicht lebensfähig, und auch die Mutter verstarb im Kindbett am 27. Juli 1772.
Graf Johann Ludwig heiratete bereits am 9. November 1772 die Schwester seiner ersten Frau, Wilhelmine Henriette Karoline (30. August 1746 – 20. März 1800), die ihm noch vier weitere Kinder gebar:
- Wilhelmine Elise Karoline (1773–1856)
- Friedrich Ludwig Christian (1777–1806)
- Johann Franz Ludwig Karl Ludwig (1779–1815) und
- Adolf Ernst Kornelius Alexander (1783–1856), (er wurde am 11. Mai 1813 großherzoglich hessischer Fürst).[7]

Johann Ludwig zu Sayn-Wittgenstein-Hohenstein starb im Alter von 56 Jahren am 27. März 1796 auf Schloss Wittgenstein.
Nachfolger und erster Fürst des Hauses wurde sein ältester Sohn Friedrich Karl zu Sayn-Wittgenstein-Hohenstein.